# Bopsula evelinae
Bopsula evelinae és una espècie de triclàdide dugèsid, l'única del gènere Bopsula.